# CONCACAF Women's Gold Cup 2000
La CONCACAF Women's Gold Cup 2000 è stata la quinta edizione del massimo campionato nordamericano di calcio femminile, la prima con il nome CONCACAF Women's Gold Cup. Il torneo, che nella sua fase finale ha visto confrontarsi otto nazionali, tra cui Brasile e Cina come ospiti, si è disputato negli Stati Uniti d'America tra il 23 giugno e il 3 luglio 2000.
Il torneo fu vinto dagli Stati Uniti per la quarta volta sconfiggendo in finale il Brasile per 1-0.

## Qualificazioni UNCAF
Le prime due classificate si sono qualificate alla Women's Gold Cup 2000. Qualificazioni disputate in Guatemala.

### Classifica
| Pos. | Squadra    | Pt | G | V | N | P | GF | GS | DR  |
| ---- | ---------- | -- | - | - | - | - | -- | -- | --- |
| 1.   | Costa Rica | 7  | 3 | 2 | 1 | 0 | 24 | 5  | +19 |
| 2.   | Guatemala  | 7  | 3 | 2 | 1 | 0 | 16 | 4  | +12 |
| 3.   | Nicaragua  | 3  | 3 | 1 | 0 | 2 | 4  | 16 | -12 |
| 4.   | Honduras   | 0  | 3 | 0 | 0 | 3 | 2  | 21 | -19 |

### Risultati
| Guatemala 6 giugno 1999 | Costa Rica | 8 – 1 | Nicaragua |  |

| Guatemala 6 giugno 1999 | Guatemala | 6 – 0 | Honduras |  |

| Guatemala 8 giugno 1999 | Honduras | 2 – 3 | Nicaragua |  |

| Guatemala 8 giugno 1999 | Guatemala | 4 – 4 | Costa Rica |  |

| Guatemala 10 giugno 1999 | Costa Rica | 12 – 0 | Honduras |  |

| Guatemala 10 giugno 1999 | Guatemala | 6 – 0 | Nicaragua |  |

### Finale terzo posto
| Guatemala 12 giugno 1999 | Nicaragua | 5 – 4 | Honduras |  |

### Finale
| Guatemala 12 giugno 1999 | Guatemala | 2 – 0 | Costa Rica |  |

## Fase a gruppi

### Gruppo A

#### Classifica
| Pos. | Squadra           | Pt | G | V | N | P | GF | GS | DR  |
| ---- | ----------------- | -- | - | - | - | - | -- | -- | --- |
| 1.   | Stati Uniti       | 7  | 3 | 2 | 1 | 0 | 19 | 0  | +19 |
| 2.   | Brasile           | 7  | 3 | 2 | 1 | 0 | 19 | 0  | +19 |
| 3.   | Costa Rica        | 1  | 3 | 0 | 1 | 2 | 2  | 18 | -16 |
| 4.   | Trinidad e Tobago | 1  | 3 | 0 | 1 | 2 | 2  | 24 | -22 |

#### Risultati
| Hershey 23 giugno 2000                                                                                       | Brasile   | 8 – 0 | Costa Rica | Hersheypark Stadium (10.483 spett.) |
| \| \| \| \| \| Roseli 5’, 59’ Formiga 7’, 35’ Kátia 52’ Monica 64’ Sissi 79’ Maycon 90+2’ \| Marcatori \| \| |           |       |            |                                     |
| |           |       |            |                                     |
| Roseli 5’, 59’ Formiga 7’, 35’ Kátia 52’ Monica 64’ Sissi 79’ Maycon 90+2’                                   | Marcatori |       |            |                                     |

| Hershey 23 giugno 2000 | Stati Uniti | 11 – 0 | Trinidad e Tobago | Hersheypark Stadium (10.483 spett.) |
| \| \| \| \| \| Parlow 4’, 52’, 73’ Fair 22’, 23’ Milbrett 34’ Hamm 48’, 68’ MacMillan 62’ Whalen 80’, 89’ \| Marcatori \| \| |             |        |                   |                                     |
| |             |        |                   |                                     |
| Parlow 4’, 52’, 73’ Fair 22’, 23’ Milbrett 34’ Hamm 48’, 68’ MacMillan 62’ Whalen 80’, 89’                                   | Marcatori   |        |                   |                                     |

| Louisville 25 giugno 2000 | Brasile   | 11 – 0 | Trinidad e Tobago | Cardinal Stadium (7.043 spett.) |
| \| \| \| \| \| Kátia 8’, 24’, 45’, 55’, 66’, 90’ Roseli 17’, 18’ Daniela 30’ Cidinha 39’ (rig.) Monica 60’ \| Marcatori \| \| |           |        |                   |                                 |
| |           |        |                   |                                 |
| Kátia 8’, 24’, 45’, 55’, 66’, 90’ Roseli 17’, 18’ Daniela 30’ Cidinha 39’ (rig.) Monica 60’                                   | Marcatori |        |                   |                                 |

| Louisville 25 giugno 2000                                                                                 | Costa Rica | 0 – 8                                                                   | Stati Uniti | Cardinal Stadium (7.043 spett.) |
| \| \| \| \| \| \| Marcatori \| 11’, 53’, 64’ Serlenga 12’ MacMillan 22’ Bush 47’, 81’ Welsh 83’ Whalen \| |            |                                                                         |             |                                 |
| |            |                                                                         |             |                                 |
| | Marcatori  | 11’, 53’, 64’ Serlenga 12’ MacMillan 22’ Bush 47’, 81’ Welsh 83’ Whalen |             |                                 |

| Foxborough 27 giugno 2000                                                                             | Trinidad e Tobago | 2 – 2                     | Costa Rica | Foxboro Stadium (16.386 spett.) |
| \| \| \| \| \| Delia De Silva 28’ Natalie Des Vignes 57’ \| Marcatori \| 83’ Briceno 90+2’ Alvarez \| |                   |                           |            |                                 |
| |                   |                           |            |                                 |
| Delia De Silva 28’ Natalie Des Vignes 57’                                                             | Marcatori         | 83’ Briceno 90+2’ Alvarez |            |                                 |

| Foxborough 27 giugno 2000 | Stati Uniti | 0 – 0 | Brasile | Foxboro Stadium (16.386 spett.) |

### Gruppo B

#### Classifica
| Pos. | Squadra   | Pt | G | V | N | P | GF | GS | DR  |
| ---- | --------- | -- | - | - | - | - | -- | -- | --- |
| 1.   | Cina      | 9  | 3 | 3 | 0 | 0 | 20 | 2  | +18 |
| 2.   | Canada    | 6  | 3 | 2 | 0 | 1 | 18 | 6  | +12 |
| 3.   | Messico   | 3  | 3 | 1 | 0 | 2 | 10 | 7  | +3  |
| 4.   | Guatemala | 0  | 3 | 0 | 0 | 3 | 0  | 33 | -33 |

#### Risultati
| Foxborough 24 giugno 2000 | Cina      | 14 – 0 | Guatemala | Foxboro Stadium (6.223 spett.) |
| \| \| \| \| \| Jin 21’, 26’ Zhang 31’, 41’, 48’, 79’ Wang 33’ Zhao 40’ Pan 43’ Pu 44’ Liu A. 47’ Shui 64’, 77’, 88’ \| Marcatori \| \| |           |        |           |                                |
| |           |        |           |                                |
| Jin 21’, 26’ Zhang 31’, 41’, 48’, 79’ Wang 33’ Zhao 40’ Pan 43’ Pu 44’ Liu A. 47’ Shui 64’, 77’, 88’                                   | Marcatori |        |           |                                |

| Foxborough 24 giugno 2000                                                                            | Canada    | 4 – 3                       | Messico | Foxboro Stadium (6.223 spett.) |
| \| \| \| \| \| Sinclair 49’, 76’ Walsh 71’ Hooper 87’ \| Marcatori \| 40’, 75’ Dominguez 82’ Mora \| |           |                             |         |                                |
| |           |                             |         |                                |
| Sinclair 49’, 76’ Walsh 71’ Hooper 87’                                                               | Marcatori | 40’, 75’ Dominguez 82’ Mora |         |                                |

| Hershey 26 giugno 2000                                                                | Guatemala | 0 – 7                                               | Messico | Hersheypark Stadium (4.105 spett.) |
| \| \| \| \| \| \| Marcatori \| 10’, 68’, 90+2’ Dominguez 47’, 66’, 87’, 90+4’ Mora \| |           |                                                     |         |                                    |
|                                                                                       |           |                                                     |         |                                    |
|                                                                                       | Marcatori | 10’, 68’, 90+2’ Dominguez 47’, 66’, 87’, 90+4’ Mora |         |                                    |

| Hershey 26 giugno 2000                                                        | Cina      | 3 – 2                  | Canada | Hersheypark Stadium (4.105 spett.) |
| \| \| \| \| \| Pan 6’ Zhang 9’, 36’ \| Marcatori \| 31’, 50’ (rig.) Hooper \| |           |                        |        |                                    |
|                                                                               |           |                        |        |                                    |
| Pan 6’ Zhang 9’, 36’                                                          | Marcatori | 31’, 50’ (rig.) Hooper |        |                                    |

| Louisville 28 giugno 2000 | Canada    | 12 – 0 | Guatemala | Cardinal Stadium (3.084 spett.) |
| \| \| \| \| \| Sinclair 9’, 73’, 76’ Latham 13’, 55’ (rig.), 81’ Neil 28’ (rig.) Franck 39’ Walsh 61’ Hooper 71’, 76’ Kiss 84’ \| Marcatori \| \| |           |        |           |                                 |
| |           |        |           |                                 |
| Sinclair 9’, 73’, 76’ Latham 13’, 55’ (rig.), 81’ Neil 28’ (rig.) Franck 39’ Walsh 61’ Hooper 71’, 76’ Kiss 84’                                   | Marcatori |        |           |                                 |

| Louisville 28 giugno 2000                                         | Messico   | 0 – 3                           | Cina | Cardinal Stadium (3.084 spett.) |
| \| \| \| \| \| \| Marcatori \| 26’ Jin 86’ Pan 88’ (aut.) Mora \| |           |                                 |      |                                 |
|                                                                   |           |                                 |      |                                 |
|                                                                   | Marcatori | 26’ Jin 86’ Pan 88’ (aut.) Mora |      |                                 |

## Fase a eliminazione diretta

### Tabellone
|  | Semifinali | Semifinali    | Semifinali  |             |         | Finale          | Finale          | Finale          |  |
|  |            |               |             |             |         |                 |                 |                 |  |
|  | 1B.        | Cina          | 2           |             |         |                 |                 |                 |  |
|  | 1B.        | Cina          | 2           |             |         |                 |                 |                 |  |
|  | 2A.        | Brasile (dts) | 3           |             |         |                 |                 |                 |  |
|  | 2A.        | Brasile (dts) | 3           |             | Brasile | Brasile         | 0               |                 |  |
|  |            |               |             |             | Brasile | Brasile         | 0               |                 |  |
|  |            |               | Stati Uniti | Stati Uniti | 1       |                 |                 |                 |  |
|  | 1A.        | Stati Uniti   | Stati Uniti | Stati Uniti | 1       | 4               |                 |                 |  |
|  | 1A.        | Stati Uniti   |             |             |         | 4               |                 |                 |  |
|  | 2B.        | Canada        | 1           |             |         | Finale 3º posto | Finale 3º posto | Finale 3º posto |  |
|  | 2B.        | Canada        | 1           |             |         |                 |                 |                 |  |
|  |            |               |             |             |         |                 |                 |                 |  |
|  |            |               |             |             |         | Cina            | Cina            | 2               |  |
|  |            |               |             |             |         | Cina            | Cina            | 2               |  |
|  |            |               |             |             |         | Canada          | Canada          | 1               |  |

### Semifinali
| Louisville 1º luglio 2000                                                                    | Stati Uniti | 4 – 1             | Canada | Cardinal Stadium (11.140 spett.) |
| \| \| \| \| \| MacMillan 12’, 38’ Milbrett 45’ Hamm 65’ \| Marcatori \| 58’ (rig.) Hooper \| |             |                   |        |                                  |
|                                                                                              |             |                   |        |                                  |
| MacMillan 12’, 38’ Milbrett 45’ Hamm 65’                                                     | Marcatori   | 58’ (rig.) Hooper |        |                                  |

| Louisville 1º luglio 2000                                                                  | Cina      | 2 – 3 (d.t.s.)                           | Brasile | Cardinal Stadium (11.140 spett.) |
| \| \| \| \| \| Shui 9’ Qiu 75’ \| Marcatori \| 11’ Kátia 60’ Roseli 107’ (rig.) Cidinha \| |           |                                          |         |                                  |
|                                                                                            |           |                                          |         |                                  |
| Shui 9’ Qiu 75’                                                                            | Marcatori | 11’ Kátia 60’ Roseli 107’ (rig.) Cidinha |         |                                  |

### Finale terzo posto
| Foxborough 3 luglio 2000                                            | Cina      | 2 – 1             | Canada | Foxboro Stadium (20.123 spett.) |
| \| \| \| \| \| Jin 42’ Qiu 73’ \| Marcatori \| 59’ (rig.) Hooper \| |           |                   |        |                                 |
|                                                                     |           |                   |        |                                 |
| Jin 42’ Qiu 73’                                                     | Marcatori | 59’ (rig.) Hooper |        |                                 |

### Finale
| Foxborough 3 luglio 2000                       | Brasile   | 0 – 1        | Stati Uniti | Foxboro Stadium (20.123 spett.) |
| \| \| \| \| \| \| Marcatori \| 44’ Milbrett \| |           |              |             |                                 |
|                                                |           |              |             |                                 |
|                                                | Marcatori | 44’ Milbrett |             |                                 |

## Statistiche

### Classifica marcatrici
8 reti
- Kátia

7 reti
- Charmaine Hooper (3 rig.)

6 reti
- Zhang Ouying

5 reti
- Roseli
- Christine Latham (1 rig.)
- Christine Sinclair
- Maribel Dominguez
- Iris Mora

4 reti
- Jin Yan
- Shui Qingxia
- Shannon MacMillan

3 reti
- Pan Lina
- Cindy Parlow
- Mia Hamm
- Nikki Serlenga
- Sara Whalen
- Tiffeny Milbrett

2 reti
- Cidinha (2 rig.)
- Forminga
- Monica
- Amy Walsh
- Qiu Haiyan
- Christie Welsh
- Lorrie Fair

1 rete
- Daniela
- Sissi
- Maycon
- Andrea Neil (1 rig.)
- Kristina Kiss
- Tanya Franck
- Liu Ailing
- Pu Wei
- Wang Liping
- Zhao Lihong
- Xiomara Briceno
- Jacqueline Alvarez
- Delia de Silva
- Natalie des Vignes
- Susan Bush

autoreti
- Iris Mora (pro Cina)